# Nederlandse kampioenschappen schaatsen afstanden 2014 - 10.000 meter mannen
De 10.000 meter mannen op de Nederlandse kampioenschappen schaatsen afstanden 2014 werd gereden op zondag 27 oktober 2013 in ijsstadion Thialf te Heerenveen. Er namen elf mannen deel.
Vooraf werd vooral het duel tussen Sven Kramer en titelverdediger Jorrit Bergsma verwacht, met de ervaren Bob de Jong als gevaarlijke outsider. Er waren vijf startplaatsen te verdienen voor de wereldbeker in Astana. De Jong zette een sterke tijd neer, maar Bergsma en Kramer doken daar nog onder in de laatste rit. Kramer reed met 12.46,96 een kampioenschapsrecord, een baanrecord en de tweede tijd ooit gereden.

## Statistieken

### Uitslag
| #      | Schaatser           | Ploeg                  | Tijd     |
| ------ | ------------------- | ---------------------- | -------- |
| Goud   | Sven Kramer         | TVM                    | 12.46,96 |
| Zilver | Jorrit Bergsma      | BAM                    | 12.52,27 |
| Brons  | Bob de Jong         | BAM                    | 12.52,30 |
| 4      | Jan Blokhuijsen     | Team Corendon          | 13.00,24 |
| 5      | Arjen van der Kieft | individueel rijder     | 13.04,04 |
| 6      | Douwe de Vries      | TVM                    | 13.09,14 |
| 7      | Robert Bovenhuis    | Team Corendon          | 13.14,71 |
| 8      | Rob Hadders         | A-ware/Fonterra        | 13.15,16 |
| 9      | Bob de Vries        | BAM                    | 13.15,29 |
| 10     | Ted-Jan Bloemen     | Project 2018           | 13.32,33 |
| 11     | Frank Vreugdenhil   | Primagaz-Telstar Sport | 13.32,68 |

### Loting
| Rit | Binnenbaan        | Buitenbaan          |
| --- | ----------------- | ------------------- |
| 1   | Frank Vreugdenhil |                     |
| 2   | Douwe de Vries    | Robert Bovenhuis    |
| 3   | Ted-Jan Bloemen   | Arjen van der Kieft |
| 4   | Bob de Vries      | Rob Hadders         |
| 5   | Bob de Jong       | Jan Blokhuijsen     |
| 6   | Sven Kramer       | Jorrit Bergsma      |

1987 · 
1988 · 
1989 · 
1990 · 
1991 · 
1992 · 
1993 · 
1994 · 
1995 · 
1996 · 
1997 · 
1998 · 
1999 · 
2000 · 
2001 · 
2002 · 
2003 · 
2004 · 
2005 · 
2006 · 
2007 · 
2008 · 
2009 · 
2010 · 
2011 · 
2012 · 
2013 · 
2014 · 
2015 · 
2016 · 
2017 · 
2018 · 
2019 · 
2020 · 
2021 · 
2022 · 
2023 · 
2024 · 
2025